# محمد علي النفطي
محمد علي النفطي، دبلوماسي تونسي ولد في 19 مايو 1959 ببنزرت، يشغل منصب وزير الشؤون الخارجية والهجرة والتونسيين بالخارج منذ 25 أغسطس 2024 في حكومة كمال المدوري.

## المسار المهني[2][3]
تحصل محمد علي النفطي على شهادة الأستاذية في اللغات العربية والفرنسية والإنجليزية والإسبانية في العام 1982 من معهد بورقيبة للغات الحية بتونس العاصمة والتحق بوزارة الشؤون الخارجية اثر ذلك.
في سنة 1987 عُين رئيسا لقسم الإعلام والثقافة بسفارة تونس بالسعودية إلى سنة 1993 حيث وقع تعيينه بمنصب نائب ممثل تونس لدى منظمة المؤتمر الإسلامي ثم رئيس قسم بالإدارة العامة للعالم العربي بالوزارة مكلف بملف منظمة التعاون والندوات الإسلامية سنة 1994 قبل أن يتم تعيينه سنة 1996 مستشارا للشؤون الخارجية بسفارة تونس بأثينا إلى حدود سنة 2002.
أُلحِق بعد ذلك بديوان وزير الشؤون الخارجية في خطة مدير مساعد إلى حدود سنة 2005 ثم وقع تعيينه بمنصب نائب رئيس البعثة الدبلوماسية التونسية بإسبانيا ثم وزير مفوّض مستشار دبلوماسي مساعد لرئيس الدائرة الدبلوماسية في ديوان رئاسة الجمهورية سنة 2010 فمدير الإعلام والتواصل بوزارة الشؤون الخارجية سنة 2011 قبل أن يتولى منصب سفير الجمهورية التونسية بسول منذ سنة 2012 إلى سنة 2017 حيث عين في ذات السنة على رأس الإدارة العامة للشؤون القنصلية.
عُين في سنة 2020 بمنصب كاتب دولة لدى وزير الشؤون الخارجية والهجرة والتونسيين بالخارج ثم مديرا عاما الخليّة المركزية للحوكمة بخطة مدير عام إدارة مركزية.
بتاريخ 25 أغسطس 2024 وقعت تسميته وزيرا للشؤون الخارجية والهجرة والتونسيين بالخارج في إطار تحوير وزاري قام به رئيس الجمهورية قيس سعيد.

## التجربة العلمية[2]
1983 :المشاركة في ندوة تكوينية نظمها الإتحاد الأوروبي لفائدة كبار الدبلوماسيين العرب.
1985 : المشاركة في برنامج تكويني نظمته الحكومة الأمريكية في مجال التنمية الدولية.
2018 :مُحاضِر في وزارة الدفاع الوطني حول دور الملحقين العسكريين بالخارج.
2019-2018 : مٌحاضِر في وزارة الداخلية لتكوين منتسبي المدرسة العليا لقوات التدخل.
2024: مُحاضِر في الأكاديمية الدبلوماسية الدولية بتونس.